# Leichtathletik-Weltmeisterschaften 2015/Teilnehmer (Peru)
| Gelbes Symbol für Goldmedaillen mit stilisierten Olympischen Ringen | Graues Symbol für Silbermedaillen mit stilisierten Olympischen Ringen | Braundes Symbol für Bronzemedaillen mit stilisierten Olympischen Ringen |
| ------------------------------------------------------------------- | --------------------------------------------------------------------- | ----------------------------------------------------------------------- |
| —                                                                   | 2                                                                     | —                                                                       |

Der Leichtathletikverband Perus nominierte sechs Athleten für die Leichtathletik-Weltmeisterschaften 2015 in der chinesischen Hauptstadt Peking.

## Ergebnisse

### Männer

#### Laufdisziplinen
| Athlet          | Disziplin   | Vorlauf | Vorlauf | Halbfinale | Halbfinale | Finale | Finale |
| Athlet          | Disziplin   | Zeit    | Platz   | Zeit       | Platz      | Zeit   | Platz  |
| --------------- | ----------- | ------- | ------- | ---------- | ---------- | ------ | ------ |
| Abel Villanueva | Marathon    |         |         |            |            | DNF    | DNF    |
| Pavel Chihuan   | 20 km Gehen |         |         |            |            | DNF    | DNF    |

### Frauen

#### Laufdisziplinen
| Athletin           | Disziplin   | Vorlauf | Vorlauf | Halbfinale | Halbfinale | Finale    | Finale |
| Athletin           | Disziplin   | Zeit    | Platz   | Zeit       | Platz      | Zeit      | Platz  |
| ------------------ | ----------- | ------- | ------- | ---------- | ---------- | --------- | ------ |
| Hortensia Arzapalo | Marathon    |         |         |            |            | DNF       | DNF    |
| Clara Canchanya    | Marathon    |         |         |            |            | 2:39:24 h | 26     |
| Kimberly García    | 20 km Gehen |         |         |            |            | DNF       | DNF    |

#### Sprung/Wurf
| Athletin      | Disziplin  | Qualifikation | Qualifikation | Finale             | Finale             |
| Athletin      | Disziplin  | Weite/Höhe    | Platz         | Weite/Höhe         | Platz              |
| ------------- | ---------- | ------------- | ------------- | ------------------ | ------------------ |
| Paola Mautino | Weitsprung | 6,15 m        | 29            | nicht qualifiziert | nicht qualifiziert |